# Anthurium gaskinii
Anthurium gaskinii är en kallaväxtart som beskrevs av Thomas Bernard Croat. Anthurium gaskinii ingår i släktet Anthurium och familjen kallaväxter. Inga underarter finns listade.